# 工合 (美國俚語)
工合的中華民國國語發音衍生作美式英語形容詞（發音： /ˈɡʌŋˈhoʊ/）。儘管此兩字的中文原意為「工業合作社」之簡稱，但被美式英語吸收後衍伸出「起勁」、「賣力」及「熱心」，甚至是「過份熱心」的涵義。
「工合」一詞在英語世界的使用可追溯自中國抗日戰爭時代，由駐華的美國海軍陸戰隊少校埃文斯·福代斯·卡尔逊取自其紐西蘭好友路易·艾黎在華創立的「工合國際」。卡爾遜在1943年一次訪談中解釋道：「我試圖創建自己在中國見識到的同一種工作精神，在那裏，全體士兵奉獻一己之力於同一理念，並分工合作達成目標。我一再告訴海軍陸戰隊的弟兄們，一遍又一遍的講述『工合』這個中國合作社的訓言，其意味著分工合作、同心協力。」
之後，卡爾遜將「工合」的理念用於其領導的第2海軍陸戰突擊營中，後來擴大到全海軍陸戰隊中其他部隊，成為精神標語。而在以第2陸戰突擊營及其梅金島奇襲為題材的1943年戰爭片「喋血梅金島」上映後，該詞彙開始為美國民間及社會大眾使用。